# Komandor porucznik
Komandor porucznik (kmdr por.) – stopień wojskowy oficerski Marynarki Wojennej i Jednostki Wojskowej Formoza, odpowiadający podpułkownikowi w pozostałych Rodzajach Sił Zbrojnych RP. Jego odpowiedniki funkcjonują także w marynarkach wojennych innych państw.

## Geneza
Termin komandor pojawił się po raz pierwszy we flotach wojennych około XII wieku, jako tytuł dla dowodzącego okrętem. Jego odpowiednikiem we flocie brytyjskiej jest captain, który zgodnie z pierwotnym, dosłownym tłumaczeniem oznacza kapitana statku. Z czasem wprowadzono tytuły dla różnych jednostek, i tak: komandor dowodził dużymi okrętami (np. okręt liniowy, krążownik), komandor porucznik średnimi (np. niszczyciel, fregata), a komandor podporucznik małymi (np. korweta).
Następnie tytuły przekształciły się w stopnie wojskowe i przestały dotyczyć jedynie oficerów dowodzących okrętami. W niektórych marynarkach wojennych nazwy odpowiedników polskich komandorów figurują zgodnie z historycznym pochodzeniem. Na przykład w Bundesmarine (Marynarka Wojenna Republiki Federalnej Niemiec) istnieją następujące stopnie: Kapitän zur See (kapitan morski); Fregattenkapitän (kapitan fregaty); a także Korvettenkapitän (kapitan korwety). W Rosji noszą one nazwy kapitanów I, II i III rangi.

## Użycie
W Polsce stopień komandora porucznika powstał w 1921, wraz z pozostałymi pierwszymi stopniami w Marynarce Wojennej. Wcześniej, od 1918 używano zapożyczonego z Wojsk Lądowych stopnia podpułkownika marynarki. Od momentu utworzenia komandor porucznik znajduje się w hierarchii pomiędzy komandorem podporucznikiem a komandorem i jest odpowiednikiem podpułkownika. W latach 1921–1952 był stopniem w grupie oficerów sztabowych, a od 1952 jest stopniem wojskowym wśród oficerów starszych. 
Stopień wojskowy komandora porucznika jest zaszeregowany dla grup uposażenia nr 15-15C. W kodzie NATO określony jest jako OF-04. W związku z tym, że w Wielkiej Brytanii i USA captain to komandor, a commander to komandor porucznik, często występują omyłki w tłumaczeniach.
Jego odpowiednikami w marynarkach wojennych innych państw są m.in.:
- commander – Wielka Brytania, Stany Zjednoczone
- kapitan 2-go ranga – Rosja
- Fregattenkapitän – Niemcy
- capitán de fragata – Hiszpania
- capitão de fragata – Portugalia
- capitaine de frégate – Francja
- capitano di fregata – Włochy
- kommendörkapten – Szwecja
- kapitein-luitenant-ter-zee – Holandia
- komandkapteinis – Łotwa